# Хвостов, Александр Михайлович
Александр Михайлович Хвостов (1867—?) — русский военный деятель, генерал-лейтенант Генерального штаба (1917), военный востоковед. Герой Первой мировой и Русско-японской войны.

## Биография
Ведёт своё происхождение из дворян Харьковской губернии. В 1886 году получил образование во 2-й Киевской классической гимназии и вступил в службу. В 1888 году после окончания Алексеевского военного училища произведён в подпоручики и определён в 10-ю артиллерийскую бригаду. В 1891 году произведён в поручики и переведён в 33-ю артиллерийскую бригаду. В 1896 году произведён в штабс-капитаны.
С 1897 года после окончания Николаевской академии Генерального штаба по I разряду произведён в капитаны генерального штаба, старший адъютант штаба 18-й пехотной дивизии, с 1899 года старший адъютант штаба 13-й кавалерийской дивизии и ротный командир Кексгольмского лейб-гвардии полка.
С 1900 года участник Китайской компании, подполковник и старший адъютант штаба Южно-Маньчжурского отряда. С 1901 года старший адъютант Канцелярии при военном губернаторе Приморской области. С октября 1900 по январь 1901 года принимал участие в исследовательской поездке в Южную Маньчжурию по маршруту от крепости Шанхай-Гуань до города Инкоу, которая была предпринята для военно-статистического описания территории, занятой русскими войсками в Мукденской и Чжилийской провинциях.
С 1902 года батальонный командир 10-го Сибирского стрелкового полка. С 1904 года полковник, участник Русско-японской войны и.д. начальника штаба крепости Порт-Артур. Участник Обороны Порт-Артура, за храбрость в этой компании 23 октября 1905 года был награждён Золотым оружием «За храбрость».
С 1905 года начальник штаба Очаковской крепости. С 1906 года начальник штаба 10-й Сибирской стрелковой дивизии и 3-й Сибирской стрелковой дивизии. С 1906 года член Военно-исторической комиссии по описанию русско-японской войны. С 1909 года командир 34-го Севского пехотного полка. С 1913 года произведён в генерал-майоры и назначен командиром 2-й бригады 32-й пехотной дивизии.
С 1914 года участник Первой мировой войны, командир 1-й бригады 69-й пехотной дивизии. С 1915 года врид начальника штаба 38-го армейского корпуса, командир 62-й пехотной дивизии. С 1916 года командующий 112-й пехотной дивизии. 25 июня 1916 года «за храбрость» был награждён орденом Святого Георгия 4-й степени.
С 16 апреля 1917 года и.д. начальника штаба Минского военного округа, генерал-лейтенант. С 28 января 1918 года в отставке.
С 1918 года в Белой армии в составе Добровольческой армии. С 27 ноября 1918 года в резерве чинов при штабе Главнокомандующего ВСЮР. С 1919 года в резерве чинов при штабе Крымско-Азовской армии и член Особой комиссии.

## Научное наследие
Aлександр Хвостов принимал участие в рекогносцировках, предпринимаемых для географического, статистического и военного описания Мукденской провинции. За совокупность полученных сведений он был удостоен личной благодарности от военного министра Куропаткина. Написал ряд востоковедческих работ. Будучи членом военно-исторической комиссии по описанию русско-японской войны внёс существенный вклад в работу по поиску, сбору и систематизации документов, кроме этого — стал автором одного из томов трудов этой комиссии, за это получил Высочайшее благоволение.

## Награды
- Орден Святой Анны 4-й степени (ВП 15.06.1901)
- Орден Святого Станислава 3-й степени с мечами и бантом (ВП 01.07.1901)
- Орден Святой Анны 2-й степени с мечами (ВП 25.10.1903)
- Орден Святого Владимира 4-й степени с мечами и бантом (ВП 09.12.1904)
- Орден Святого Владимира 3-й степени с мечами (ВП 04.01.1905)
- Золотое оружие «За храбрость» (ВП 23.10.1905)
- Орден Святого Станислава 1-й степени с мечами (ВП 13.01.1915)
- Орден Святой Анны 1-й степени с мечами (ВП 06.03.1915)
- Орден Святого Владимира 2-й степени с мечами (ВП 14.05.1915)
- Орден Святого Георгия 4-й степени (ВП 25.06.1916)